# Rhinolophus ziama
Rhinolophus ziama är en fladdermus i familjen hästskonäsor som förekommer i västra Afrika.

## Utseende
Arten är med 60 mm långa underarmar och en absolut längd av cirka 110 mm (med svans) en av de största hästskonäsor i Afrika. Den var fram till 2008 endast känd från fyra individer. Några mått som togs från enskilda av dess exemplar är vikt 20,5 g, svanslängd 35 respektive 37 mm, bakfotens längd 14 mm och öronens längd 35 respektive 36 mm. Den långa och ulliga pälsen bildas av hår som är gulbruna vid roten och ljusbruna vid spetsen. Undersidan är allmänt ljusare. Hanar har ingen tofs av längre hår på axlarna. Den centrala delen av hudflikarna på näsan (bladet) liknar en hästsko. På toppen av hästskon förekommer en utväxt som påminner om en skalpell. Delar av munnen är gömda under hästskons främre del. Rhinolophus ziama har en inskärning i nedre läppen. Arten vingar och svansflyghuden är ljusgråa. Artens tandformel är I 1/2, C 1/1, P 2/3, M 3/3, alltså 32 tänder i hela tanduppsättningen.

## Utbredning och ekologi
Rhinolophus ziama registrerades i södra Guinea och i norra Liberia. De första exemplaren hittades i en brukad skog vid 600 meter över havet. I närheten förekommer ursprungliga tropiska regnskogar.
Levnadssättet är okänt men det antas av Rhinolophus ziama liksom närbesläktade arter vilar i grottor och att den jagar med hjälp av ekolokalisering.

## Hot
Beståndet hotas när skogar ersätts med jordbruks- eller betesmark. Skogsavverkningar sker även i samband med gruvdrift. IUCN listar arten på grund av det begränsade utbredningsområde och då landskapet förändras som starkt hotad (EN).